# Хроника Брешии
Хроника Брешии (лат. Chronicon Brixiense) — написанное в 883 г. на латинском языке неизвестным монахом брешианского монастыря Льва историческое сочинение. Охватывает период с 749 по 883 гг. Содержит сведения главным образом по истории Италии.

## Издания
- Chronicon Brixiense // MGH, SS. Bd. III. Hannover. 1839, p. 238-240[2].

## Переводы на русский язык
- Хроника Брешии в переводе Е. Митюковой на сайте Восточная литература